# Klaus Voswinckel

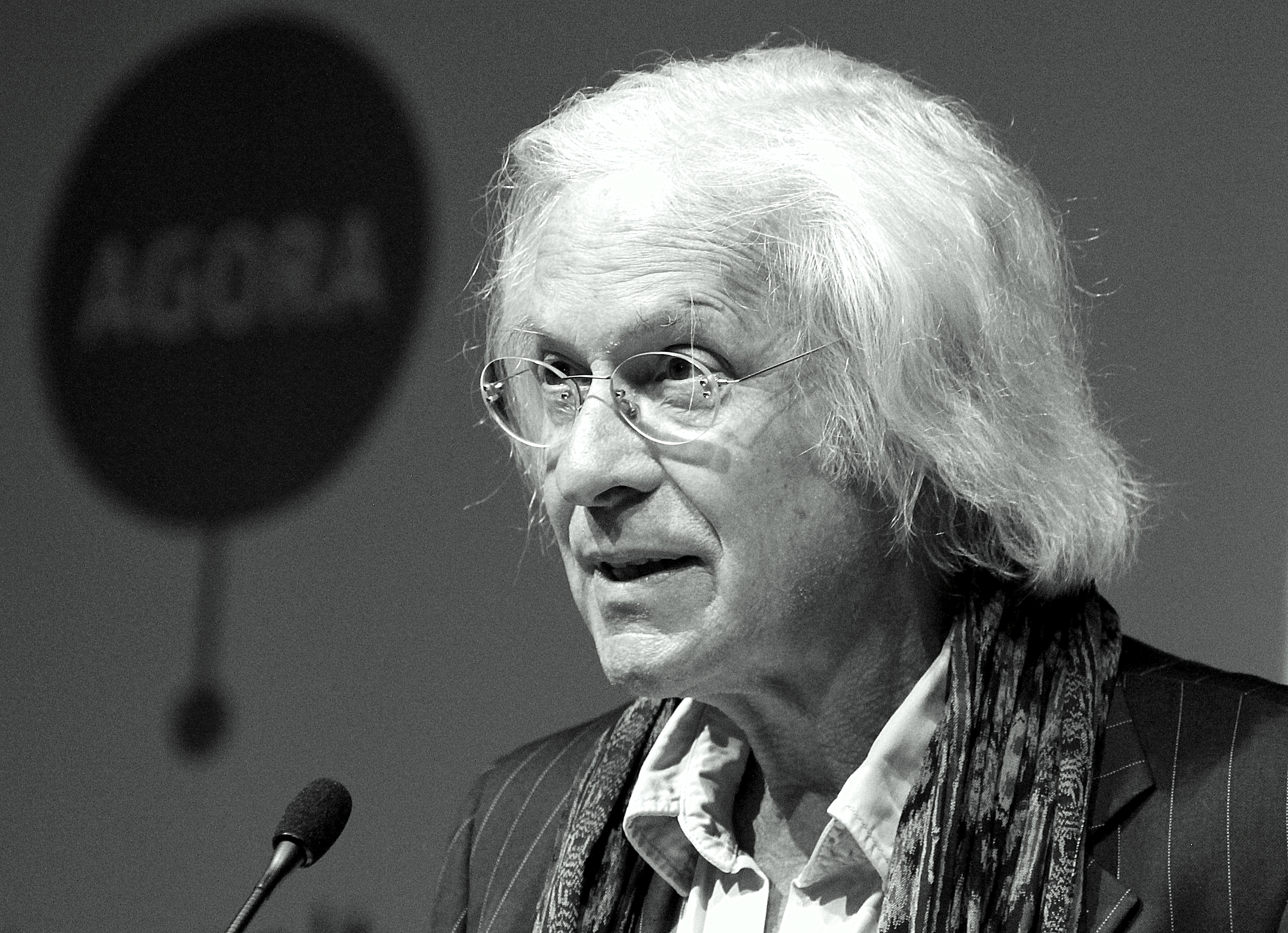
Klaus Voswinckel, Frankfurter Buchmesse, 2015

Klaus Voswinckel (* 23. Mai 1943 in Hamburg; † 23. Mai 2024 in München) war ein deutscher Filmemacher und Schriftsteller.

## Leben
Klaus Voswinckel, Sohn von Ingeborg Voswinckel, geborene Cornelsen, und dem promovierten Hans Ulrich Voswinckel, studierte Germanistik und Philosophie an den Universitäten in Freiburg im Breisgau und München. 1972 wurde er an der Universität München mit einer Arbeit über Paul Celan zum Doktor der Philosophie promoviert. Voswinckel, der ab 1965 in München lebte, betrieb dort ab 1977 die Firma Klaus Voswinckel Filmproduktion, die Filme fürs Fernsehen produzierte, darunter zahlreiche, für die Voswinckel das Drehbuch schrieb oder bei denen er selbst Regie führte. Neben seiner Tätigkeit als Filmemacher veröffentlichte er erzählende Werke und Reiseberichte.
Klaus Voswinckel war Mitglied des Verbandes Deutscher Schriftsteller und des PEN-Zentrums Deutschland. Er erhielt u. a. 1980 das Stipendium „Münchner Literaturjahr“, den Literaturpreis der Stadt München, 2000 die Wilhelm-Hausenstein-Ehrung der Bayerischen Akademie der Schönen Künste und 2008 den Ferryhouse-Jurypreis für die beste Musikdokumentation beim „Unerhört-Fimfest“ in Hamburg.
Er hatte eine Tochter und war verheiratet mit der in Hamburg geborenen Autorin und Filmemacherin Ulrike Voswinckel, geborene Müller.

## Bücher
- Paul Celan. Verweigerte Poetisierung der Welt. Versuch einer Deutung. Lothar Stiehm, Heidelberg 1974, ohne ISBN.
- Lapidu. Die Geschichte einer Reise. Sauerländer, Aarau/Frankfurt 1979, ISBN 3-7941-1826-X.
- Das Buch aus der Ebene. Sauerländer, Aarau/Frankfurt/Salzburg 1981, ISBN 3-7941-2166-X.
- Sonntag, Paris. Sauerländer, Aarau/Frankfurt/Salzburg 1985, ISBN 3-7941-2666-1.
- Stein und Meer. Sauerländer, Aarau/Frankfurt/Salzburg 1989, ISBN 3-7941-3187-8.
- Jerusalem. Eine Reise in die Schrift. Essay. Pakesch & Schlebrügge, Wien 1991, ISBN 3-85160-000-2.
- Helen. Mediterrane Botschaften. Roman. Verlag Bibliothek der Provinz, Weitra 1999, ISBN 3-85252-312-5.
- Apulische Geschichten. Verlag Bibliothek der Provinz, Weitra 2002, ISBN 3-85252-468-7.
- Der unsichtbare Körper. Tonda-Tagebuch. Verlag Bibliothek der Provinz, Weitra 2006, ISBN 978-3-85252-745-1.
- Die Nacht der Trommeln. Ghana-Notizen. Verlag Bibliothek der Provinz, Weitra 2009, ISBN 978-3-900000-30-1.
- Aufbrüche, Wiederkehr. Verlag Bibliothek der Provinz, Weitra 2012, ISBN 978-3-99028-063-8.
- als Hrsg. mit Ulrike Voswinckel: André Chademony: Arthur Feldmann (1926–2012) zur Erinnerung. Privatdruck, München 2013.
- Tarantella oder Hölderlin tanzt. Roman. Verlag Bibliothek der Provinz, Weitra 2016, ISBN 978-3-99028-559-6.
- In den Wind gesungen. Eine Wanderung. Verlag Bibliothek der Provinz, Weitra 2020, ISBN 978-3-99028-939-6.

## Fernsehfilme
- Landpartie, 44 min. 1977
- Drei Tage im Sommer, 44 min. 1978
- Bootleute, 1979
- Piazza, 44 min. 1981
- Kreisleriana. Film über den Pianisten Nicolas Economou, 59 min. 1983
- mit Ulrike Voswinckel: Sonne, Mond, 44 min. 1984
- Das Leben jenseits des Salzsees, 59 min. 1985
- Karl Amadeus Hartmann, 73 min. 1987
- Ein Wochenende an der Seine, 44 min. 1987
- La Banda, 44 min. 1987
- Die Stille vor dem Ton. Ein Film über Wilhelm Killmayer, 59 min. 1989
- Ragazzi oder Die Erfindung der Komödie, 89 min. 1990
- Wolfgang Rihm – Komponist, 59 min. 1992
- Steve Reich – Musik in den Worten, 59 min. 1994
- Homo Pauper. Ein Film über den Künstler Thomas Lehnerer, 44 min. 1995
- Ein Schritt zu meiner Sehnsucht. Die Komponistin Sofia Gubaidulina, 59 min. 1996
- One Man Band. Der Komponist Moritz Eggert, 59 min. 1998
- Morton Feldman – Der Klang und sein Schatten, 59 min. 1999
- Musik aus den Wäldern. Der Komponist Christian Wolff, 59 min. 2000
- Die Nacht der Trommeln. Ghanaba und Robyn Schulkowsky in Accra, 42 min. 2001
- Der göttliche Trommler – Eine Reise nach Ghana, 74 min. 2001
- Nachtwachen. Der Komponist und Klarinettist Jörg Widmann, 58 min. 2003
- Coming Together. Der Komponist Frederic Rzewski, 58 min. 2004
- Winterreise – Schubert in Sibirien, 59 min. 2005
- Aufbruch ins Innere. Der Komponist Matthias Pintscher, 60 min. 2007
- Der Verzauberer aus Rom. Der Komponist Giorgio Battistelli, 59 min. 2008
- Ins Dunkle, ins Offene. Der Komponist Peter Ruzicka, 59 min. 2009